# 阿布恩丹提亚
阿布恩丹提亚（英語：Abundantia）。古罗马时代神祇之一。为具有富裕与繁荣意义的女神。其事迹反映于诗人奥维德之作品中，具有重大地宗教影响。亦为裕神星之命名溯源。